# Os Doze Trabalhos de Hércules (Monteiro Lobato)
Os doze trabalhos de Hércules é um livro infantil em dois volumes, escrito por Monteiro Lobato e publicado em 1944.
Após visitar a Grécia Antiga em O Minotauro, e testemunhar a morte da Hidra de Lerna, Pedrinho fica obcecado com Hércules e decide retornar com Emília e Visconde para presenciar os outros onze trabalhos do grande herói grego. Chegando à Neméia, o trio sobe em uma árvore para evitar o Leão da Nemeia, e vêem quando Hércules chega e falha nas tentativas de matar a fera com flechas e clava, já que o animal é invulnerável. Sabendo como a história termina, eles o ajudam, gritando "sufoque-o, senhor Hércules!", o que lhes rende a amizade do herói.
Através das viagens que os personagens do sítio empreendem com Hércules, Lobato não conta só os doze trabalhos, como também os principais e mais belos trechos da mitologia grega, em uma linguagem apropriada para crianças e com uma riqueza de detalhes raramente encontrada em outros livros, mesmo para adultos. Em contraste com a versão da Disney, que suprime os adultérios e trapaças dos deuses, com o absurdo de fazer Hércules filho de Hera, em Monteiro Lobato os deuses são mostrados de forma fiel à mitologia.
Dois personagens foram criados para essa obra: Meioameio, "potrinho" de centauro que faz amizade com Pedrinho; e Minervino, mensageiro de Palas Atena, que volta e meia aparece para auxiliar os protagonistas ou discutir mitologia com o Visconde. Na verdade, no final do segundo volume, Emília pergunta o nome verdadeiro a Minervino, e ele responde: "Belerofonte".

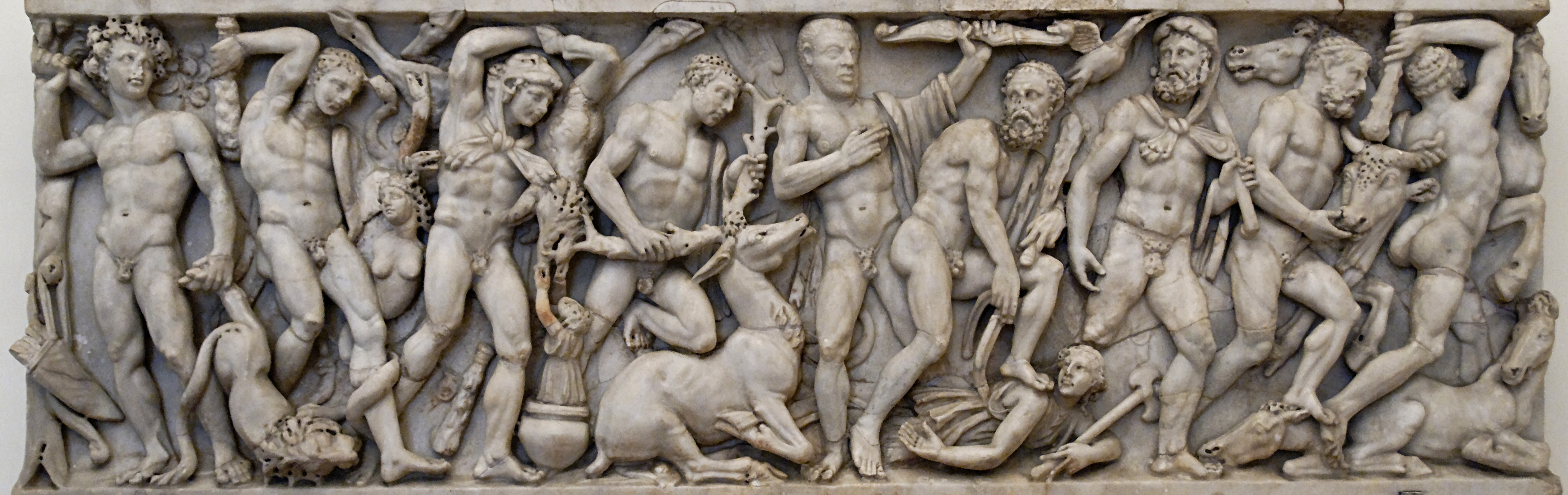
Os 12 trabalhos de Hércules

## Volume 1

### Capítulos
1. O Leão da Nemeia
- Hércules
- Preparativos
- Perto de Neméia
- Em Neméia
- O Encontro
- O Couro do Leão
- O Jantar do Herói

2. A Hidra de Lerna
- Os Centauros
- Em Micenas
- O Visconde Desgarra-se
- A Cabeça da Medusa
- Meioameio
- A Pele do Leão

3. A Corça de Pés de Bronze
- Em Micenas de Novo
- O Monte Cirineu
- A Corça
- O Plano de Pedrinho
- Segundo Salvamento do Visconde
- Vitória

4. O Javali de Erimanto
- Luta Com os Centauros
- Rumo ao Erimanto
- A Fênix
- Pã, o Deus da Arcádia
- O Monte Erimanto
- Rumo a Micenas
- A Fuga do Javali

5. As Cavalariças de Áugias
- Os Argonautas
- O Rei Áugias
- Segunda Expedição de Hércules
- O Louco
- No Palácio de Medéia
- O Rei Antipático

6. As Aves do Lago Estínfale
- Amor, Amor
- O Esparramo das Aves
- A Volta
- Mais Façanhas de Hércules
- Dionísios
- Euristeu Enfurece-se

## Volume 2

### Capítulos
7. O Touro de Creta
- Tudo Deu Certo!
- A Pega do Touro
- O Rastreamento
- Dédalo
- O Herói-Menino
- A Loucura do Rei

8. Os Cavalos de Diomedes
- Em Delfos
- Hércules Acalma-se
- As Éguas
- A Mudez da Emília
- O Caldeirão de Medéia

9. O Cinto de Hipólita
- A Virada
- O Asno de Ouro
- Rumo à Temiscira
- Tudo Vai Bem
- Os Bois de Gerião

10. Os Bois de Gerião
- Oceano
- Na Ilha de Gerião
- Avé, Avé, Evoé
- A Boiada
- Faetone
- Nos Domínios de Clóris

11. O Pomo das Hespérides
- O Deus e o Herói
- No Palácio de Nereu
- No Jardim
- O Dragão de Cem Cabeças
- A Volta
- Prometeu
- O Abutre

12. Hércules e o Cérbero
- No Inferno
- Desapontamento do Rei
- Desasnamento de Lúcio
- Belerofonte
- Despedidas